# Фей-є Аб
Фей-є Аб (перс. في اب) — село в Ірані, у дегестані Лат-Лайл, у бахші Отаквар, шагрестані Лянґаруд остану Ґілян. За даними перепису 2006 року, його населення становило 46 осіб, що проживали у складі 13 сімей.

## Клімат
Середня річна температура становить 11,78°C, середня максимальна – 26,26°C, а середня мінімальна – -4,09°C. Середня річна кількість опадів – 636 мм.
| Клімат поселення                              | Клімат поселення | Клімат поселення | Клімат поселення | Клімат поселення | Клімат поселення | Клімат поселення | Клімат поселення | Клімат поселення | Клімат поселення | Клімат поселення | Клімат поселення | Клімат поселення | Клімат поселення |
| Показник                                      | Січ.             | Лют.             | Бер.             | Квіт.            | Трав.            | Черв.            | Лип.             | Серп.            | Вер.             | Жовт.            | Лист.            | Груд.            |                  |
| Середній максимум, °C                         | 7,60             | 7,57             | 9,20             | 15,27            | 20,98            | 25,26            | 26,26            | 26,13            | 22,28            | 19,04            | 12,79            | 8,10             |                  |
| Середня температура, °C                       | 1,76             | 1,75             | 3,37             | 9,44             | 15,15            | 19,44            | 22,26            | 22,12            | 18,25            | 15,01            | 8,78             | 4,08             |                  |
| Середній мінімум, °C                          | −4,06            | −4,09            | −2,47            | 3,60             | 9,31             | 13,61            | 18,24            | 18,10            | 14,23            | 11,00            | 4,76             | 0,07             |                  |
| Норма опадів, мм                              | 54               | 51               | 72               | 52               | 42               | 22               | 21               | 26               | 52               | 88               | 81               | 75               |                  |
| Середньомісячна швидкість вітру, м/с          | 2.12             | 2.60             | 2.58             | 2.67             | 2.23             | 1.95             | 2.16             | 2.07             | 1.82             | 2.01             | 2.13             | 2.16             |                  |
| Середньомісячна сонячна радіація, кДж/м²·день | 7541             | 9796             | 11933            | 16119            | 19713            | 21559            | 22067            | 19097            | 15824            | 11521            | 9036             | 7162             |                  |
| --------------------------------------------- | ---------------- | ---------------- | ---------------- | ---------------- | ---------------- | ---------------- | ---------------- | ---------------- | ---------------- | ---------------- | ---------------- | ---------------- | ---------------- |
| Джерело:                                      |                  |                  |                  |                  |                  |                  |                  |                  |                  |                  |                  |                  |                  |